# Ценолестоподібні
Ценолестоподібні (Paucituberculata) — ряд ссавців з когорти сумчастих, надряду америдельфів (Ameridelphia). У давній літературі група відома під назвою «Paucituberculata Ameghino, 1894» (майже дослівно — малогорбкові: лат. paucī — «мало, малий», лат. tuber — «бугор; наріст», ula — зменшувальний суфікс).

## Історія і склад ряду
Колись різноманітна група ссавців, що досягла свого розквіту в кінці палеогена (олігоцен) та на початку неогена (міоцен). Ценолести відносяться до екоморфологічного типу «землерийка» і мають з різними групами дрібних комахоїдних ссавців багато спільного в екоморфології та трофіці (дрібні, комахоїдні, довгоносі тощо).
Зубна формула ценолестід: I = 4/3-4, C=1/1, Pm=3/3, M=4/4 (разом = 46-48).
У сучасній фауні найближчою родинною до ценолестових групою є ряд опосумоподібні (Didelphiformes), який також входить до складу америдельфів.

## Сучасне поширення

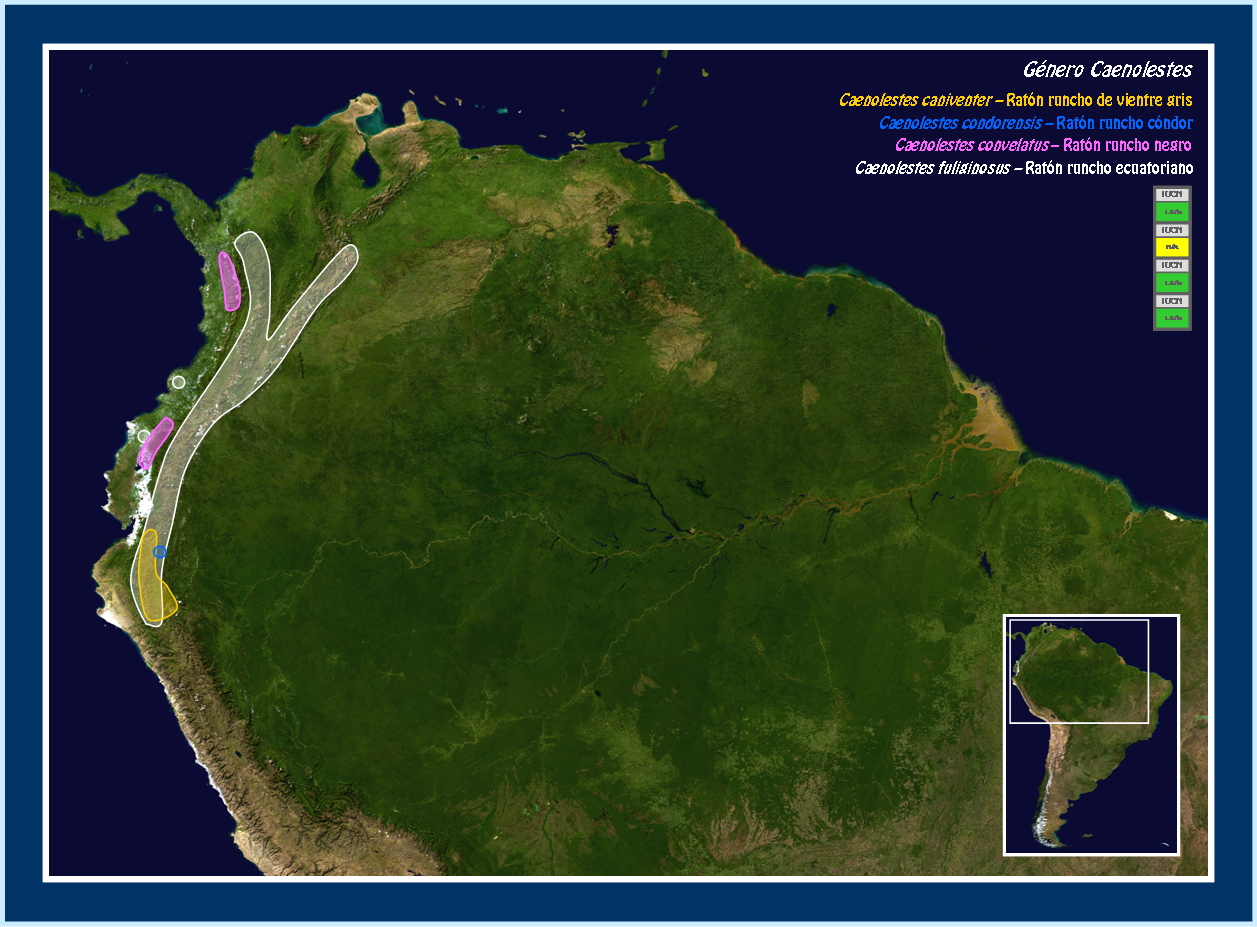
ареал типового роду — ценолест (Caenolestes)

Всі сучасні ценолестові обмежено поширені. Основний район їх поширення — західні райони Південної Америки.

## Сучасні роди й види
У сучасній фауні ряд представлений лише однією родиною ценолестових (Caenolestidae) Trouessart, 1898, що включає три сучасні роди й 7 видів:
- рід ценолест — Caenolestes (5 видів)
- рід лестор — Lestoros (1 вид)
- рід рінолест/ринолест — Rhyncholestes (1 вид)

## Повна родинна класифікація
Ряд Paucituberculata — Ameghino, 1894
- Надродина Argyrolagoidea (†) — Ameghino, 1904
  - Родина Argyrolagidae (†) — Ameghino, 1904
  - Родина Groeberiidae (†) — Patterson, 1952
  - Родина Patagoniidae (†) — Pascual & Carlini, 1987
- Надродина Caenolestoidea — Trouessart, 1898
  - Родина Abderitidae (†) — Ameghino, 1889
  - Родина Caenolestidae — Trouessart, 1898
  - Родина Palaeothentidae (†) — Sinclair, 1906
  - Родина Sternbergiidae (†) — Szalay, 1994
- Надродина Caroloameghinioidea (†) — Ameghino, 1901
  - Родина Caroloameghiniidae (†) — Ameghino, 1901
  - Родина Glasbiidae (†) — Clemens, 1966
- Надродина Polydolopoidea (†) — Ameghino, 1897
  - Родина Bonapartheriidae (†) — Pascual, 1980
  - Родина Polydolopidae (†) — Ameghino, 1897
  - Родина Prepidolopidae (†) — Pascual, 1980
  - Родина Sillustaniidae (†) — Crochet & Sigé, 1996